# Singolare avventura di viaggio
Singolare avventura di viaggio è un breve romanzo di Vitaliano Brancati, pubblicato nel 1934.ove appaiono per la prima volta, nello svolgersi di un rapporto sentimentale tra cugini, temi legati all'erotismo. 
Il romanzo venne recensito negativamente da Luigi Chiarini, vicedirettore di Quadrivio, settimanale letterario di cui Brancati era caporedattore, in seguito censurato per immoralità e ritirato dal commercio (fatto che contribuì ad incrinare la sua fede fascista). La cattiva accoglienza data all'opera fece precipitare la crisi, già avviata, dello scrittore, che proprio in quest'anno avrebbe cominciato a scrivere il romanzo Gli anni perduti.

## Edizioni
- Vitaliano Brancati, Singolare avventura di viaggio, collana Oscar, Arnoldo Mondadori Editore, 2005, ISBN 88-04-53773-6.